# Schopper
Schopper wurden die Schiffbaumeister der deutschsprachigen Donauregion genannt.
Der Name rührt von der Haupttätigkeit, dem „schoppen“ (stopfen) von Moos in die Ritzen der Bootsplanken her. Diese Abdichtung wurde dann zum Schutz mit einer Latte belegt. Das Schiff wurde „geschoppt“. Das verwendete Bauholz zum Schiffsbau war das Schopperholz. Auch die Werft wurde mit dem Namen Schopperstatt benannt und die Städte nannte man Schopperstadt. Zu diesen Städten wurde zum Beispiel Augsburg, Rosenheim und, herausragend, Laufen gerechnet. Sie waren im Mittelalter wichtige Schiffsbauplätze an der Linie (Salzach) des Salzhandels, an denen die Salzfrachtschiffe gebaut wurden.
Für Laufen waren im 16. Jahrhundert per Verordnung nur sechs Meister dieser Berufsgattung zugelassen. Die Schopper fertigten vornehmlich die einfachen Bootstypen Plätte und Zille. Gebaut wurden auch der Hallasch (Halleisch oder Halläsch), ein Schiff mit gesetzlich festgelegten Abmessungen (Tragfähigkeit etwa 230 Fuder) und Preisen für den Transport im Salzhandel.

## Andere Bedeutungen des Begriffs
- Als Schopper wurden Krankenpflegerinnen betitelt. In München gab es 1706 15 Schopperinnen. Im engen Sinn betreuten diese Wöchnerinnen.[2]
- Eine Schopperin war auch eine Magd, die sich um das Geflügel zu kümmern hatte.